# Wilhelm August Dollinger
Wilhelm August Dollinger (* 27. Oktober 1873 in Wildenstein; † 2. Januar 1959 in Alsfeld) war ein hessischer Politiker (DVP) und Abgeordneter des Landtags des Volksstaates Hessen in der Weimarer Republik.

## Familie
Wilhelm August Dollinger war der Sohn des Gürtlers Johann Jakob Dollinger und dessen Frau Rosine Karoline geborene Wagenländer. Wilhelm August Dollinger, der evangelischer Konfession war, heiratete Elisabeth geborene Ruppert († 1956).

## Ausbildung und Beruf
Wilhelm August Dollinger war 1891 bis 1892 Schulverwalter in Nieder-Gemünden, 1892–1894 in Bieben und 1894–1898 in Ober-Gleen. 1898 bis 1923 war er dort Lehrer und ab 1923 Lehrer in Alsfeld.

## Politik
Wilhelm August Dollinger war 1924 als Nachrücker für Martin Schian Mitglied des Landtags.